# Ophioplocus declinans
Ophioplocus declinans är en ormstjärneart som först beskrevs av Jean Baptiste François René Koehler 1904.  Ophioplocus declinans ingår i släktet Ophioplocus och familjen Ophiolepididae. Inga underarter finns listade i Catalogue of Life.